# Xenandra pelopia
Xenandra pelopia is een vlindersoort uit de familie van de prachtvlinders (Riodinidae), onderfamilie Riodininae. De wetenschappelijke naam van de soort werd in 1890 gepubliceerd door Herbert Druce.